# Sibovia infula
Sibovia infula är en insektsart som först beskrevs av Melichar 1926.  Sibovia infula ingår i släktet Sibovia och familjen dvärgstritar. Inga underarter finns listade i Catalogue of Life.